# Table de routage

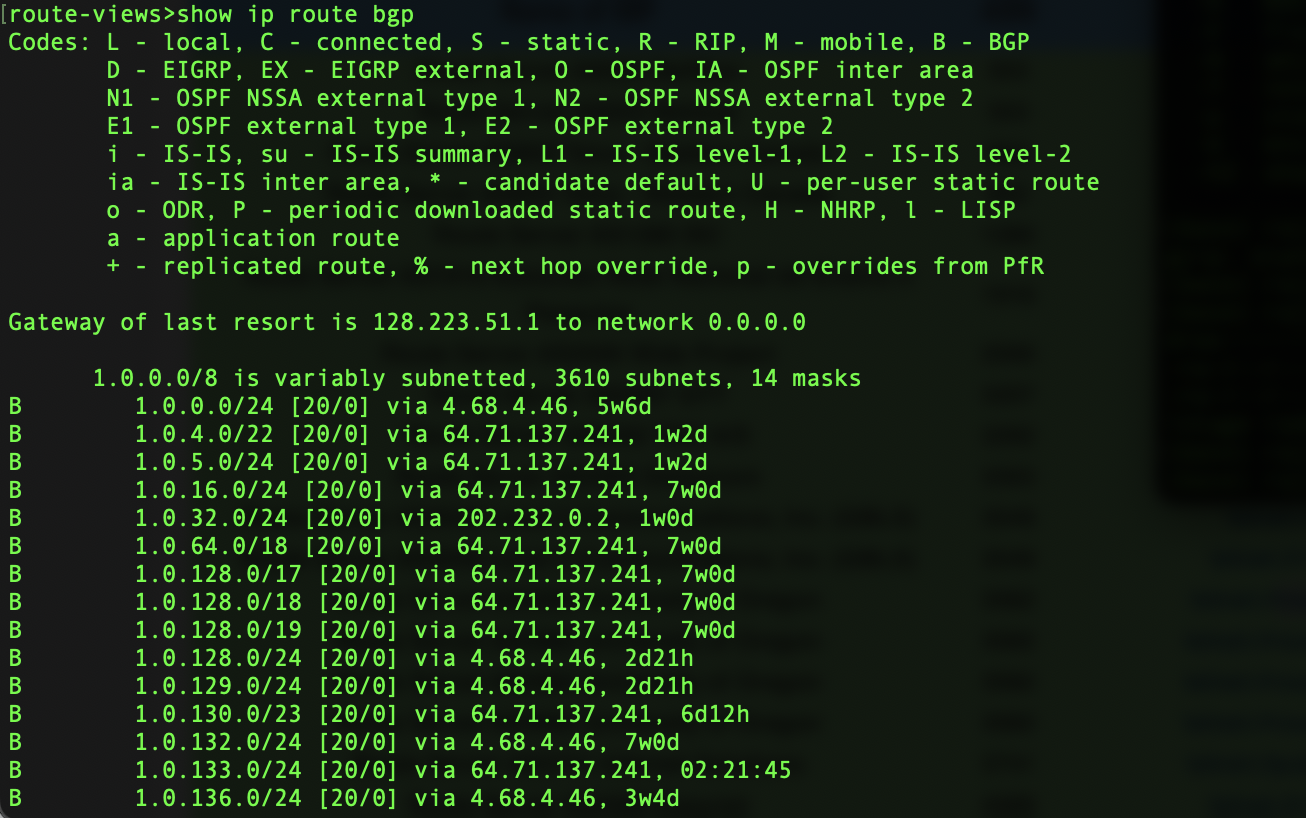
Exemple de table de routage.

Une table de routage est une structure de données utilisée par un routeur ou un ordinateur en réseau et qui associe des préfixes à des moyens d'acheminer les paquets vers leur destination. C'est un élément central du routage IP.

## Contenu et fonctionnement
La table de routage contient :
- les adresses du routeur lui-même ;
- les adresses des sous-réseaux auxquels le routeur est directement connecté ;
- les routes statiques, c'est-à-dire configurées explicitement par l'administrateur ;
- les routes dynamiques, apprises par des protocoles de routage dynamique comme BGP, OSPF, IS-IS, etc. ;
- une route par défaut.

Quand plusieurs routes sont possibles, la route la plus spécifique sera utilisée, c'est-à-dire celle qui aura le préfixe le plus long. Si plusieurs routes avec le même préfixe existent, l'arbitrage a lieu en fonction du type de route : les routes directement connectées auront la priorité sur les autres, les routes statiques et dynamiques sont départagées par une distance administrative paramétrable. Si tous les paramètres sont égaux, le routeur pourra distribuer le trafic entre ces routes ou n'en utiliser qu'une seule.
La route par défaut indiquera comment acheminer le trafic qui ne correspond à aucune entrée dans la table de routage. En l'absence de route par défaut, le routeur éliminera un paquet dont la destination n'est pas connue.
Un ordinateur connecté à un réseau local connaîtra typiquement la route directement connectée (le sous-réseau) et une route par défaut vers le routeur du sous-réseau. Un routeur de la default-free zone d'Internet disposera de plusieurs centaines de milliers de routes dynamiques, et pas de route par défaut.
Ci-dessous, un exemple typique de ce à quoi pourrait ressembler une table de routage IPv4 sur un ordinateur connecté à Internet via une box : 
| Réseau destination (format CIDR) | Masque          | Passerelle    | Interface     | Métrique |
| -------------------------------- | --------------- | ------------- | ------------- | -------- |
| 0.0.0.0/0                        | 0.0.0.0         | 192.168.0.1   | 192.168.0.100 | 1        |
| 127.0.0.0/8                      | 255.0.0.0       | 127.0.0.1     | 127.0.0.1     | 1        |
| 192.168.0.0/24                   | 255.255.255.0   | 192.168.0.100 | 192.168.0.100 | 1        |
| 192.168.0.100/32                 | 255.255.255.255 | 127.0.0.1     | 127.0.0.1     | 1        |
| 192.168.0.1/32                   | 255.255.255.255 | 192.168.0.100 | 192.168.0.100 | 1        |

## Affichage de la table de routage
- Sous Windows : route print ou netsh int ipv4/ipv6 sh route
- Sous Unix/OS X : netstat -rn
- Sous Linux : ip -4/-6 route
- Sous Cisco IOS : show ip/ipv6 route
- Sous Juniper JunOS: show route
- Sous Nokia TimOS : show router route-table